# Domenico di Michelino

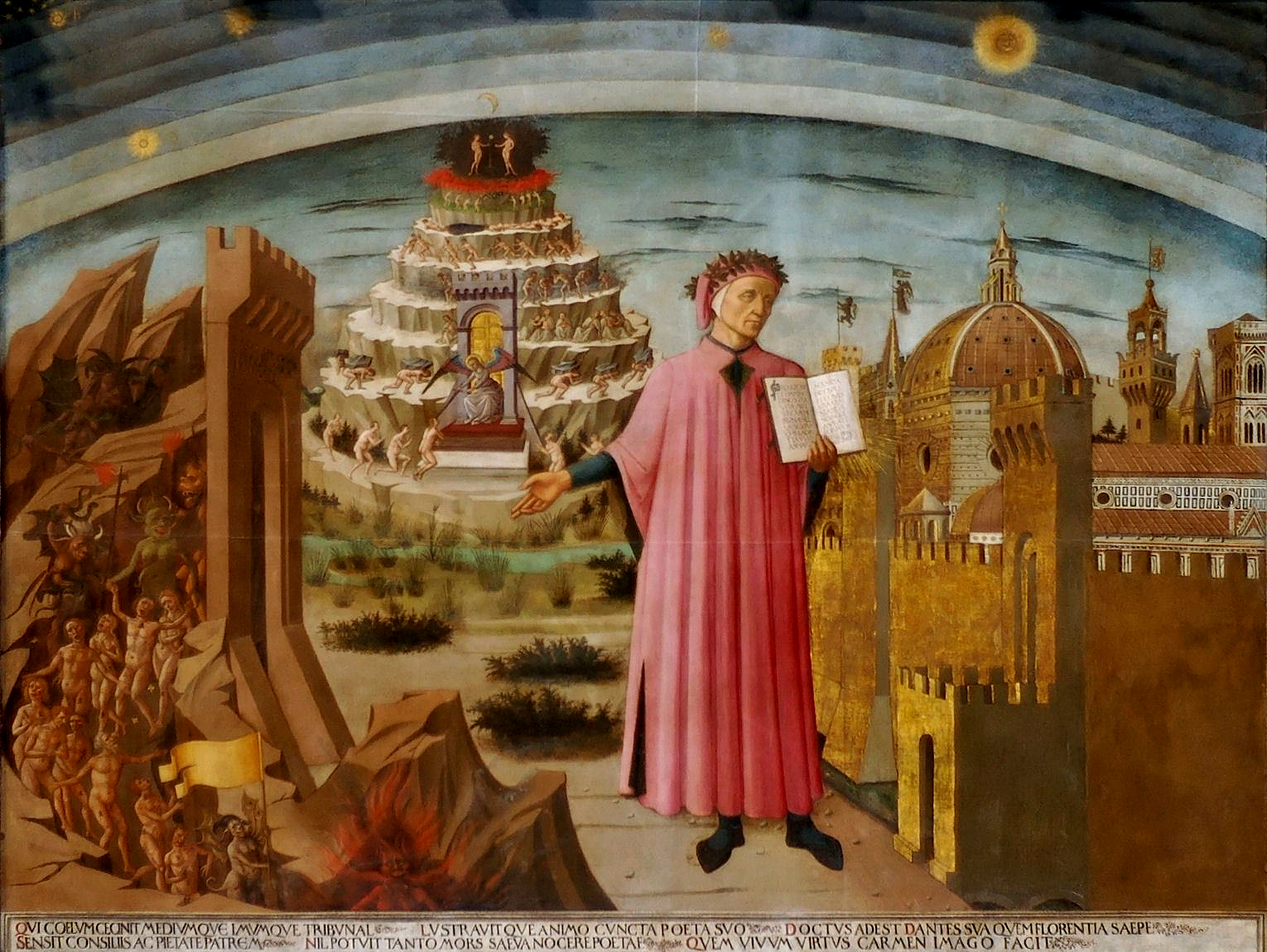
La Divina Commedia illumina Firenze, Santa Maria del Fiore, Firenze

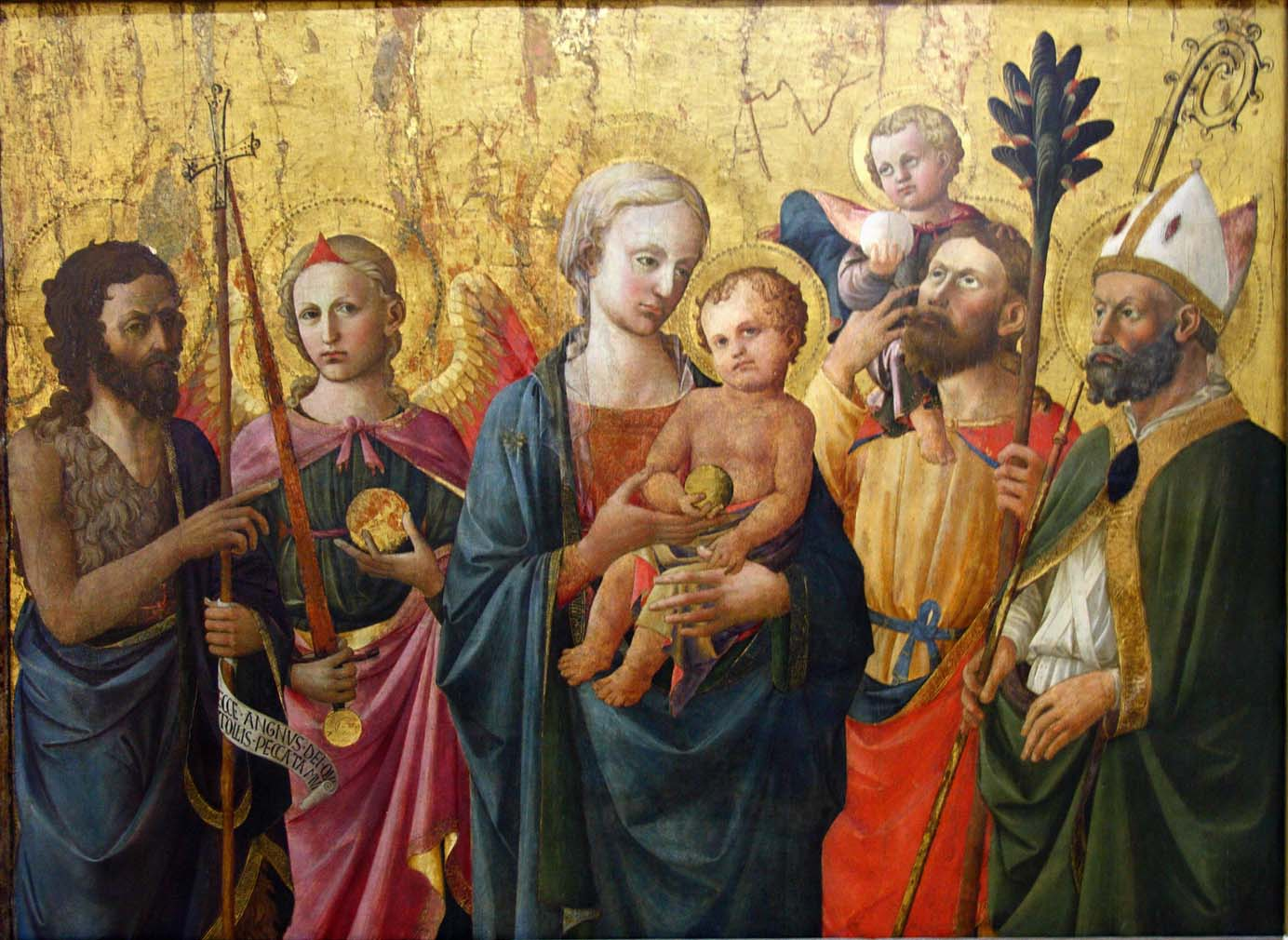
Madonna e santi, National Museum of Fine Arts, La Valletta, Malta

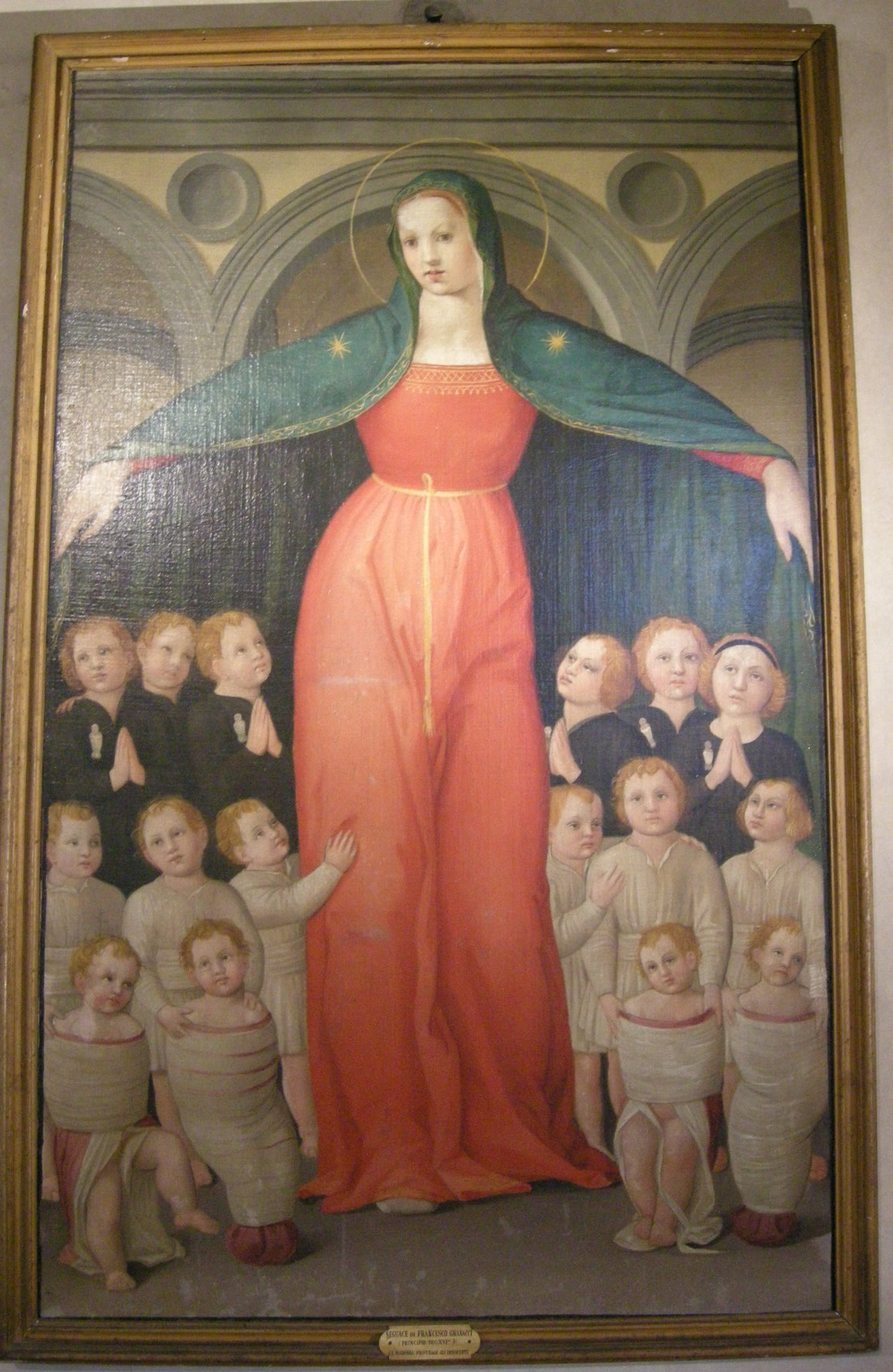
Stendardo degli Innocenti, Galleria dello Spedale degli Innocenti, Firenze

Domenico di Michelino (Firenze, 1417 – Firenze, 18 aprile 1491) è stato un pittore italiano.

## Biografia
Il suo vero nome era Domenico di Francesco, ma assunse lo pseudonimo per una sua attività giovanile svolta presso un lavoratore di avorio chiamato Michelino di Benedetto.
Il Vasari lo indica come allievo di Beato Angelico, ma il suo stile sembra più vicino a quello di Alesso Baldovinetti o di Francesco Pesellino. Nel 1442 si iscrisse alla Compagnia di San Luca, nel 1444 all'Arte dei Medici e Speziali e l'anno successivo alla Compagnia dei Laudesi presso Santa Maria del Fiore.
La sua prima opera documentata è uno stendardo processionale per l'Ospedale degli Innocenti, che venne pagato il 10 settembre 1446. Oggi è conservato nella Galleria dell'Ospedale, ma la sua parziale ridipintura nel secolo successivo impedisce una valutazione puntuale. Due anni dopo è ricordato per la pittura di due angeli in terracotta modellati da Luca della Robbia per il Duomo di Firenze.  Tra il 1449 e il 1454 fu autore di un ciclo di affreschi per la cappella di San Leonardo nella chiesa di Santa Maria a Peretola. Seguono negli anni cinquanta la pala per l'altare maggiore della chiesa di Santa Margherita de' Cerchi (oggi nel Museo della basilica di Santa Maria delle Grazie a San Giovanni Valdarno), una pala (1458) per il medico di San Miniato al Tedesco, Giovanni Chellini (destinatario anche di una Madonna di Donatello), ancora nella chiesa di San Domenico, e un'altra oggi all'Alte Pinakothek di Monaco, forse proveniente dall'ospedale di San Giovanni a Montebuoni presso Tavarnelle Val di Pesa.
Nel 1459 è documentato con il pittore fiorentino Lorenzo di Puccio nella realizzazione di un gonfalone dipinto per i Laudesi di Cortona e nel 1463 Cosimo de' Medici gli affidò la pittura di una pala per la chiesa di San Girolamo a Volterra.
La sua opera più nota, La Divina Commedia illumina Firenze in Santa Maria del Fiore a Firenze, risale al 1465, fatto su disegno di Alesso Baldovinetti. Più o meno a questi anni risale il matrimonio con Marsilia, sorella del miniatore Domenico di Guido; andato ad abitare in una casa sull'attuale via de' Macci, ebbe due figli. Nel 1467 aprì bottega con Domenico di Zanobi (il "Maestro della Natività Johnson") in via delle Terme, che tenne aperta fino alla metà degli anni ottanta. Nel 1469 lavorò per la Compagnia della Purificazione a San Marco a opere perdute e l'anno successivo fornì i disegni per una serie di ricami alle monache del convento di Santa Brigida al Paradiso.
A una fase tarda sono attribuiti le due tavole della Galleria dell'Accademia (Trinità da San Pancrazio e Tre Arcangeli da Santa Felicita), la Madonna dell'Umiltà del Museo del Bigallo, il San Bonaventura in Santa Croce (1474-1482) e un San Lorenzo per la Badia Fiorentina, oggi nella chiesa di San Lorenzo a Porciano, presso Stia (1477-1484).
Nel 1483 è documentato in una controversia per alcune pitture eseguite per la famiglia Cavalcanti. Al 1484 risalgono le sue ultime opere, due immagini di San Luca per la bandiera dell'Arte dei Giudici e Notai.
Morì il 18 aprile 1491 e venne sepolto nella chiesa di Sant'Ambrogio.